# Civitavecchia
Civitavecchia ([ˌtʃivitaˈvɛkja]) ist eine Stadt in der Metropolitanstadt Rom mit 51.697 Einwohnern (Stand 31. Dezember 2023). Sie ist die bedeutendste Hafenstadt der mittelitalienischen Region Latium.

## Geografie

### Lage

Lage von Civitavecchia in der Metropolitanstadt Rom

Civitavecchia liegt 69 km nordwestlich von Rom und 244 km südöstlich von Livorno. Das Gebiet der Stadt erstreckt sich in einer Ebene entlang des Tyrrhenischen Meers und der Via Aurelia zwischen den Flüssen Mignone im Norden und Marangone im Süden. Im Nordosten reicht es bis in die Ausläufer der Tolfaberge. Bestimmt wird das Ortsbild durch den Hafen, den größten Seehafen Latiums. Er war früher der Kriegshafen des Kirchenstaates.
Die Gemeinde liegt in der Erdbebenzone 3 (wenig gefährdet).
Zur Gemeinde gehören die Stadtteile Aurelia und Scaglia nördlich der Kernstadt. Das Gemeindegebiet erstreckt sich über eine Höhe von 0 bis 439 m s.l.m.
Die Nachbargemeinden sind im Uhrzeigersinn Tarquinia (VT), Allumiere und Santa Marinella.

### Verkehr
- Civitavecchia hat zwei Ausfahrten an der A12 Autostrada Azzurra, Rom - Genua, deren südlicher Teil am nördlichen Stadtrand endet. 2011 begann der Weiterbau der Autobahn bis Tarquinia und in absehbarer Zeit soll die Lücke bis zum nördlichen Teil, der zurzeit südlich von Livorno endet, geschlossen werden.
- Bis dahin verläuft der Fernverkehr über die Strada Statale SS1 Via Aurelia.
- Der Bahnhof von Civitavecchia liegt an der Bahnstrecke Pisa–Rom, er ist außerdem Endpunkt der Regionalbahn FL5 von Roma Termini.
- Vom Hafen Civitavecchia verkehren Fähren nach Sardinien, Sizilien und Korsika.
- Der nächste internationale Flughafen Rom-Fiumicino befindet sich in 63 km Entfernung.

## Geschichte

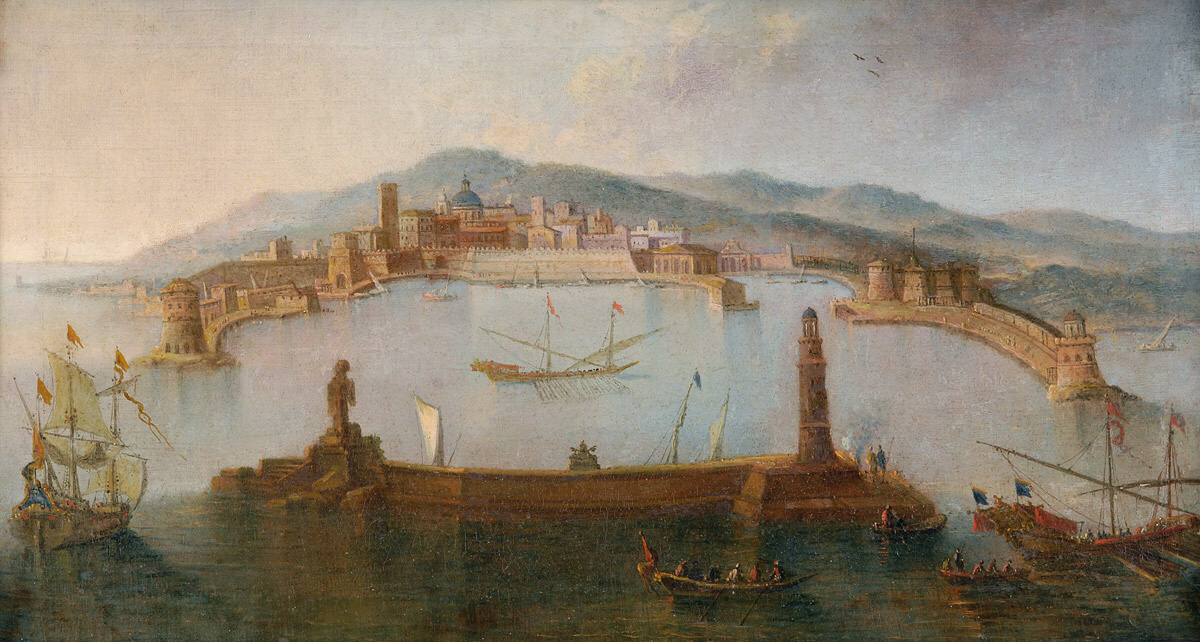
Der Hafen von Civitavecchia, anonymes Gemälde, 17. / 18. Jahrhundert

Civitavecchia ist vermutlich eine Gründung der Etrusker. Doch erst unter Kaiser Trajan, der 107 bis 110 n. Chr. den Hafen anlegen ließ, entwickelte sich der Ort unter dem Namen Centumcellae zu einer Stadt. Spätestens im 4. Jahrhundert wurde es zum Bischofssitz. 416 beschrieb Rutilius Centumcellae als einzige noch florierende Stadt an der Küste nördlich von Rom. Vom 6. bis zum 8. Jahrhundert stand die Stadt unter der Kontrolle von Byzanz.
Im Jahr 812 zerstörten die Sarazenen Centumcellae und besetzten es in den darauf folgenden Jahren als Brückenkopf für Aktionen in Mittelitalien. Erst mit der Seeschlacht von Ostia 849 konnte diese Gefahr endgültig abgewendet werden. Papst Leo IV. siedelte die Bevölkerung 854 auf einen einfacher zu verteidigenden Hügel nördlich der Stadt um. Der neuen Stadt gab er den Namen Leopoli. Allerdings setzte sich schnell wieder der antike Name in der vereinfachten Form Cencelle durch. Die Ruinen der Stadt, vor allem ihrer Stadtmauer, sind heute noch bei Allumiere zu besichtigen.
Erst um das Jahr 1000 wurde das Gebiet am alten Hafen rund um eine Burg wieder besiedelt und bekam den Namen Civitavetula, also Alte Stadt. Die Stadt stand unter der Herrschaft der Grafen von Civita Castellana, bzw. der Abtei Farfa, bis sie 1432 schließlich zum Kirchenstaat kam, bei dem sie bis zur Einigung Italiens (1870) blieb.
1934 gründete die rechtszionistische Organisation Betar im Hafen eine Seefahrtsschule. Während des Zweiten Weltkriegs wurde Civitavecchia von alliierten Luftstreitkräften in Schutt und Asche gelegt, obwohl sich hier eine Hochburg des italienischen Widerstands, der Resistenza, befand.

## Politik

### Bürgermeister und Gemeinderat
Pietro Tidei (PD) wurde bei der Stichwahl am 20./21. Mai 2012 zum Bürgermeister gewählt. Er besiegte seinen Vorgänger Giovanni Moscherini (PdL) mit 52,7 %. Tideis Mitte-links-Koalition stellte mit 15 von 24 Sitzen die Mehrheit im Gemeinderat. Tidei war von 1994 bis 2001 bereits Bürgermeister von Civitavecchia gewesen und von 2005 bis 2007 Bürgermeister der Nachbarstadt Santa Marinella. Weil die ihn stützende Koalition im November 2013 zerbrach, erklärte er seinen Rücktritt.
Bei der Neuwahl im Juni 2014 besiegte Antonio Cozzolino (M5S) Pietro Tidei in der Stichwahl mit 66,6 % zu 33,4 %. MoVimento 5 Stelle stellte 15 der 24 Gemeinderäte. Die Wahl vom 26. Mai 2019 gewann Ernesto Tedesco (Koalition rechter Parteien).
Bürgermeister von Civitavecchia:
- 1994–2001: Pietro Tidei (DS)
- 2001–2005: Alessio De Sio, (Mitte-rechts-Bündnis)
- 2005–2006: Angelo Di Caprio, kommissarischer Bürgermeister
- 2006–2007: Giuseppe Saladini, (Mitte-links-Bündnis)
- 2007–2012: Giovanni Moscherini, (PdL)
- 2012–2013: Pietro Tidei (PD)
- 2013–2014: Ferdinando Santoriello, kommissarischer Bürgermeister
- 2014–2019: Antonio Cozzolino (M5S)
- ab 2019: Ernesto Tedesco (Rechtskoalition)

### Wappen
Blauer Schild mit Eiche in natürlichen Farben. Der Stamm wird flankiert von den goldenen Buchstaben O und C. Darunter das Motto SPQC.
Laut einer Legende sollen die Bewohner von Leopoli sich unter einer Eiche versammelt haben, wo ihnen ein alter Seefahrer den Ratschlag (Bester Ratschlag = Ottimo Consiglio, daher die Buchstaben O C) gab wieder die Ruinen der alten Hafenstadt zu besiedeln.

### Städtepartnerschaften
- Amelia, Italien
- Bethlehem, Palästina[10]
- Ishinomaki, Japan

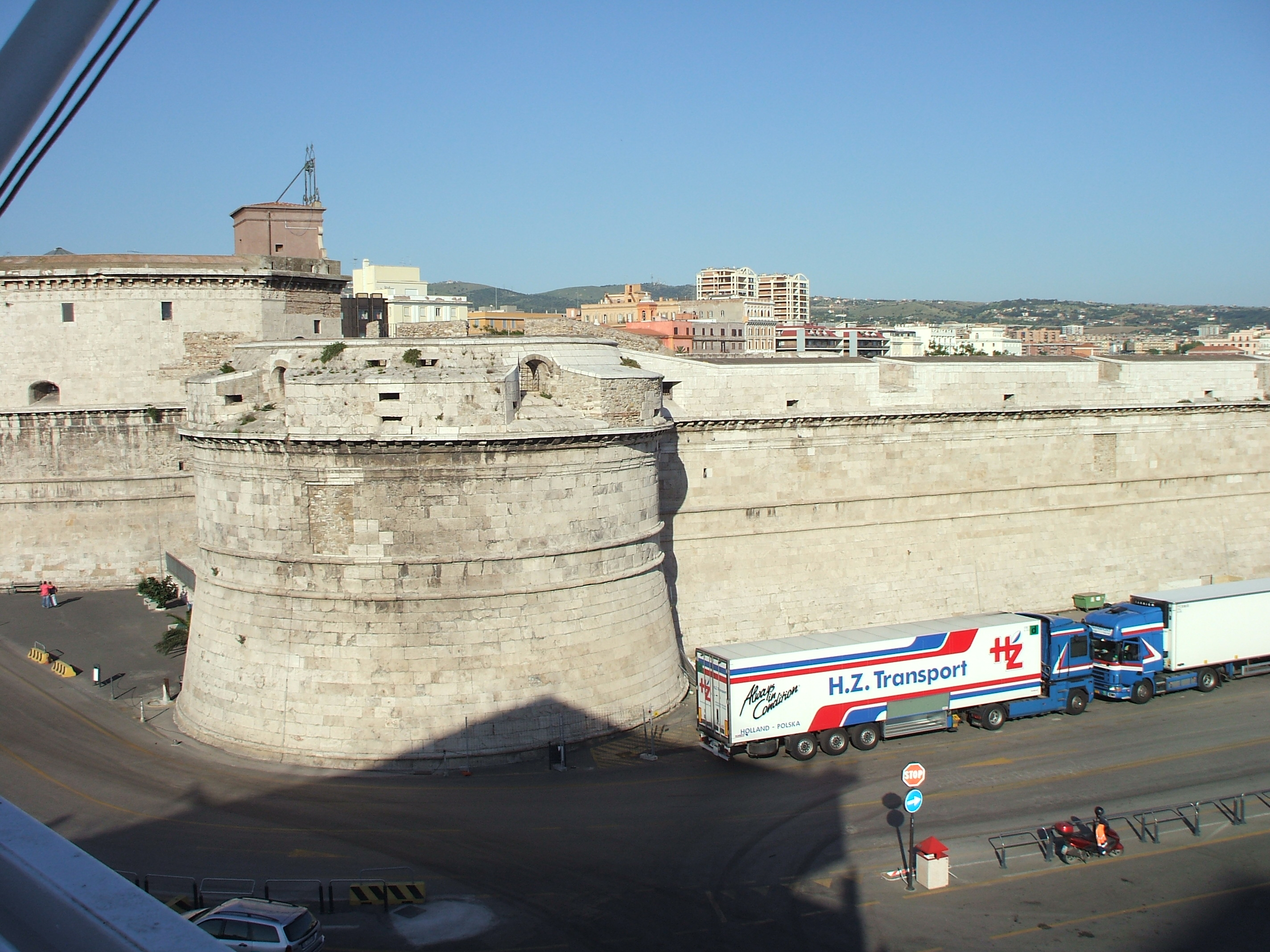
Forte Michelangelo

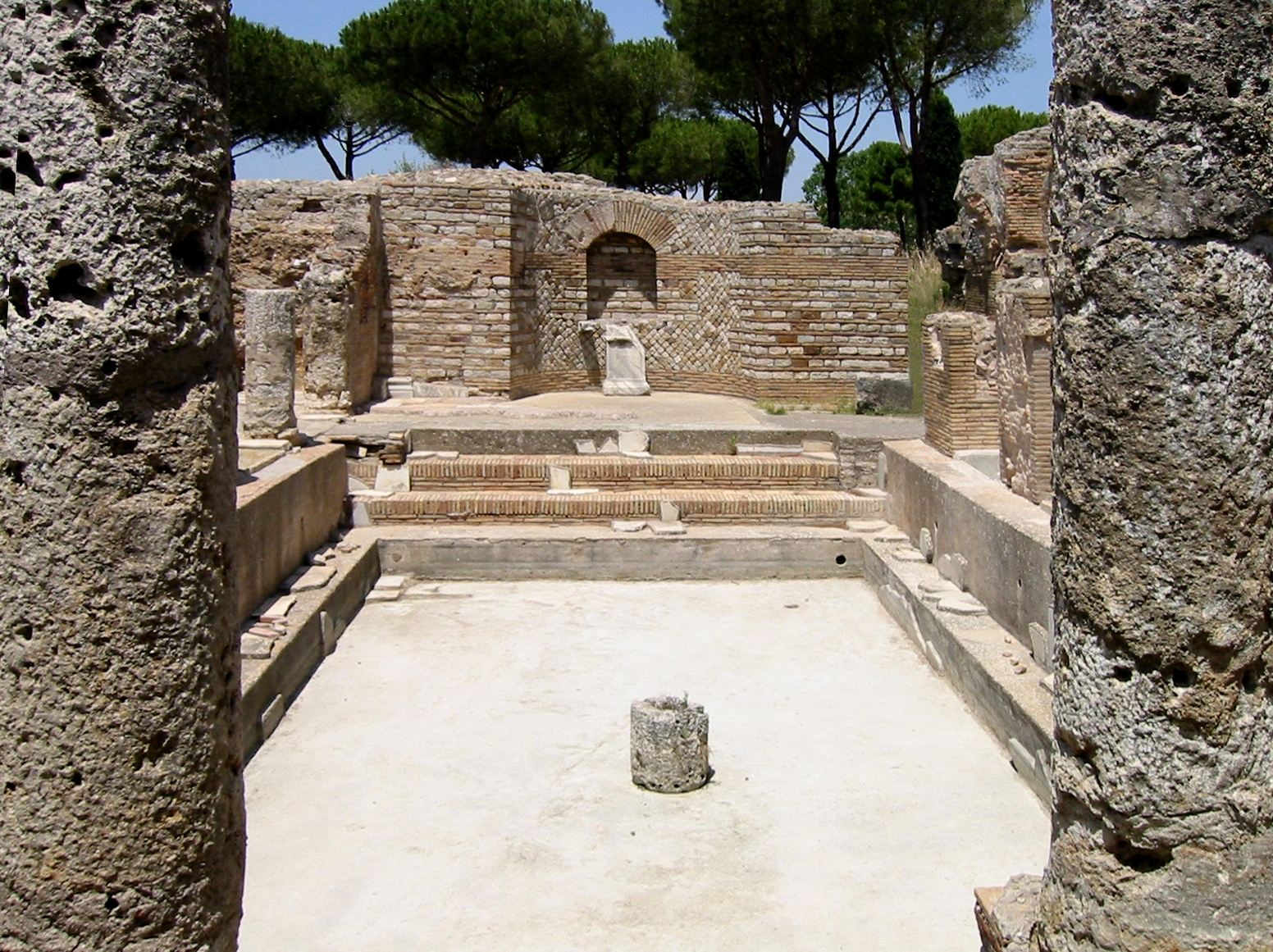
Tauriner Thermen, Tepidarium

- Nantong, Volksrepublik China

## Bevölkerungsentwicklung
| Jahr      | 1871  | 1901   | 1921   | 1936   | 1951   | 1971   | 1991   | 2001   | 2011   |
| Einwohner | 9.718 | 15.220 | 20.635 | 27.477 | 32.870 | 44.188 | 51.201 | 50.032 | 51.261 |

Quelle ISTAT

## Sehenswürdigkeiten und Tourismus
- Die Festung Forte Michelangelo wurde im Auftrag von Papst Julius II. von Donato Bramante begonnen. Der Bau wurde nach dessen Tod von Giuliano Leno, Antonio da Sangallo und schließlich dem namensgebenden Michelangelo vollendet. Sie ist das wuchtige Wahrzeichen der Stadt, direkt am Hafen.
- Die Tauriner Thermen oder Thermen des Trajan sind ein Ausgrabungsgelände in der Nähe der Autobahnausfahrt Civitavecchia-Nord. Der Legende nach soll ein Stier mit den Hufen den Boden aufgekratzt haben und so das warme Thermalwasser entdeckt haben, das den Anstoß für den Bau der Thermen in der Antike gab. Trajan, der sich genauso wie Mark Aurel hier aufhielt, baute den Gebäudekomplex aus. Ganz in der Nähe liegen die modernen Ficoncella-Thermen, die oft auch Ziel erholungsbedürftiger Hauptstädter sind.
- Im Süden der Stadt liegt der Freizeithafen Riva di Traiano mit über 1100 Anlegeplätzen.
- Aus der Zeit um 110 stammt der Fortino di San Pietro, der Rest eines antiken Leuchtturms.

## Religion
Die Einwohner von Civitavecchia gehören mehrheitlich der römisch-katholischen Glaubensgemeinschaft an. Die Stadt ist mit der Kathedrale San Francesco d’Assisi Sitz des Bistums Civitavecchia-Tarquinia.
Das Bistum Centumcellae wurde spätestens im 4. Jahrhundert gegründet, ging jedoch im 11. Jahrhundert im Bistum Toscanella auf. 1825 wurde das Bistum mit der Bulle De Dominici gregis durch Papst Leo XII. wiederhergestellt.
Im Jahr 1995 kam es zu einem angeblich mystischen Phänomen. Eine Marienstatue soll mehrfach blutige Tränen geweint haben. Die Madonnenfigur wurde in die St.-Augustin-Kirche überführt und ist dort ausgestellt.

## Bildung
Civitavecchia ist Standort der Universität Tuscia mit der Fakultät für Mathematik, Physik und Naturwissenschaften und der Universität La Sapienza mit den Fakultäten für Medizin, Wirtschaft und Ingenieurwissenschaften.

## Wirtschaft
Die Wirtschaft der Stadt stützt sich hauptsächlich auf den Hafen, der sowohl für die Stadt Rom als auch für die Region Latium von außerordentlicher verkehrstechnischer Bedeutung ist. Er verfügt über ein modernes Passagierterminal, über das neben dem Fährverkehr nach Sardinien, Sizilien, Spanien und Frankreich ein stetig zunehmendes Kreuzfahrtgeschäft abgewickelt wird. Mehrere Reedereien fahren den Hafen an: GNV verkehrt nach Palermo und Tunis, Tirrenia nach Arbatax auf Sardinien, Cagliari und Olbia, Moby Lines und Sa.re.mar nach Olbia.

## Kulinarische Spezialitäten
Civitavecchia ist berühmt für den Digestif Sambuca, der hier von den traditionsreichen Firmen Manzi und Molinari hergestellt wird. Der Name leitet sich möglicherweise vom arabischen Zammut her, das ein Getränk auf der Basis von Anis bezeichnete und auf Schiffen im Rahmen des Levantehandels aus dem Orient hier angelandet wurde.

## Persönlichkeiten
s. Liste von Persönlichkeiten der Stadt Civitavecchia

### Überblickswerke, Geschichte
- Odoardo Toti: Storia di Civitavecchia, Dalle origini agli albori dell’età moderna. Da Traiano a Paolo II., 1992.
- Carlo Calisse: Eine Kleinstadt im Kirchenstaate. Wirtschaftsgeschichtliche Skizze, in: Zeitschrift für Social- und Wirthschaftsgeschichte 7 (1900) 183–210.

### Archäologie
- Maria Grazia Grannino Cecere, Cecilia Ricci: Il porto di Centumcellae (Civitavecchia) e la sua epigrafia, in: Antichità Altoadriatiche LXXIX (2014) 123–136.
- Ida Caruso: Civitavecchia e il suo territorio,  Oxford University Press, 1991.

### Kunstgeschichte
- Christof Henning: Latium. Das Land um Rom. Mit Spaziergängen in der Ewigen Stadt (= DuMont Kunst-Reiseführer). 3., aktualisierte Auflage. DuMont, Köln 2006, ISBN 3-7701-6031-2.

### Mittelalter
- Odoardo Toti: La città medioevale di Centocelle (854–1462), 1988.

### Neuere Geschichte
- Vittorio Vitalini Sacconi: Gente, Personaggi e Tradizioni a Civitavecchia. Dal Seicento all’Ottocento, 1982 (17.–19. Jh.).
- Mirella Scardozzi: Civitavecchia tra Resistenza e Ricostruzione, 1978.
- Odoardo Toti: Storia di Civitavecchia. Da Sisto IV a Pio VI, 1996.
- Odoardo Toti, Enrico Ciancarini: Storia di Civitavecchia. Da Pio VII alla fine del Governo pontificio, 2000.
- Odoardo Toti, Enrico Ciancarini: Storia di Civitavecchia. L’età liberale. Dal 1870 al 1915, 2003.

### Ältere Werke
- Antigono Frangipani: Istoria dell’antichissima città di Civitavecchia, Rom 1761.
- Pietro Manzi: Stato antico ed attuale del porto città e provincia di Civitavecchia, 1837.
- Vincenzo Annovazzi: Storia di Civitavecchia, Rom 1853. (Google Books)
- Carlo Calisse: Storia di Civitavecchia, 1898, Nachdruck, Atesa, 1926.

### Sonstiges
- Mark Twain: Die Arglosen im Ausland (= Mark Twains Abenteuer. In fünf Bänden. Bd. 4 = Insel-Taschenbuch 1894). Insel-Verlag, Frankfurt am Main u. a. 1997, ISBN 3-458-33594-3.[14]